# بلدة ماريون (مقاطعة شرلفويإكس)
ماريون، مقاطعة شرلفويإكس (بالإنجليزية: Marion Township, Charlevoix County, Michigan)‏ هي بلدة تقع بولاية ميشيغان في الولايات المتحدة. تبلغ مساحتها 68.6 (كم²)، وترتفع عن سطح البحر 252 م، بلغ عدد سكانها 1492 نسمة في عام تعداد الولايات المتحدة 2000 حسب إحصاء مكتب تعداد الولايات المتحدة وتصل الكثافة السكانية فيها 22.5 نسمة/كم2.

## وصلات خارجية
- The US50 - Cities and Towns in Michigan State
- Michigan Cities and Towns, Facts, Map, Flag, Colleges, Government, and More